# Route nationale 579
Pour les articles homonymes, voir Route nationale 579 (homonymie).
La route nationale 579, ou RN 579, est une ancienne route nationale française reliant Aubenas au Grau-du-Roi.
À la suite de la réforme de 1972, elle a été déclassée en RD 579 dans l'Ardèche et en RD 979 dans le Gard.
Une autre route nationale 579 a existé de 1978 à 1987 à Fos-sur-Mer entre les RN 568 et 569 ; cette route a été déclassée en voirie municipale.

## Parcours
Les communes et lieux-dits traversés sont :

### D'Aubenas à Nîmes
- N 102 D 104 Aubenas (km 0) ;
- D 103 Saint-Sernin (km 6) ;
- D 103 Vogüé (km 9)  ;
- D 1 Saint-Maurice-d'Ardèche (km 13) ;
- D 308 Pradons (km 20) ;
- D 111 Ruoms (km 23) ;
- D 290 Vallon-Pont-d'Arc (km 32) ;
- franchissement de l'Ardèche ;
- D 217 Salavas (km 34) ;
- D 255 Vagnas (km 39) ;
- D 901 Barjac (km 44) ;

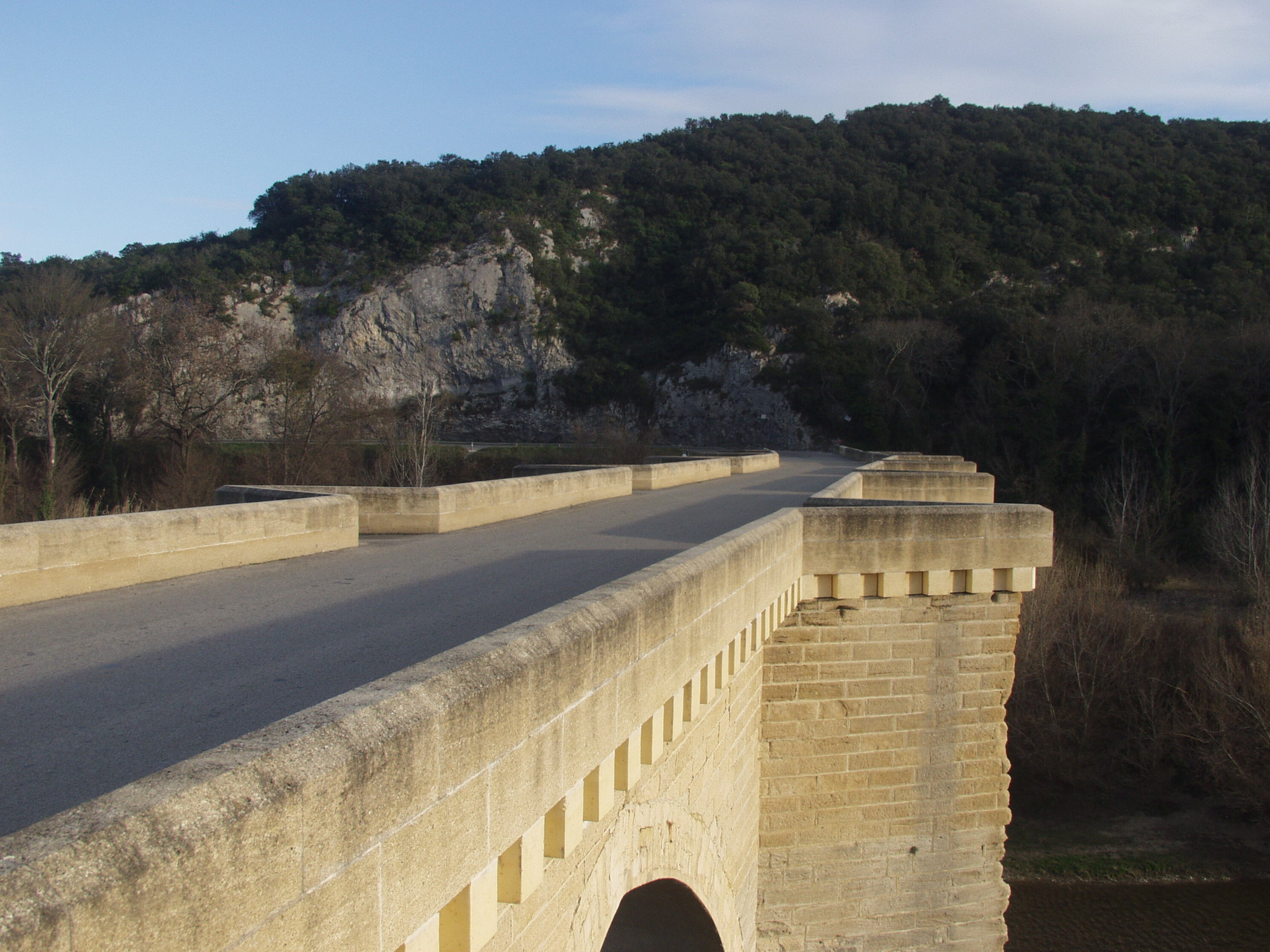
La D 979 franchit le Gardon par le pont Saint-Nicolas de Campagnac, en direction de Nîmes, en 2011.

- D 51 Saint-Jean-de-Maruéjols-et-Avéjan (km 52) ;
- D 6 Lussan (km 68) ;
- D 981 Uzès (km 86) ;
- La Bégude, commune de Sainte-Anastasie ;
- franchissement du Gardon par le pont Saint-Nicolas de Campagnac ;
- D 148 Nîmes-nord (km 103) ;
- N 113 D 6086 Nîmes-centre (km 110).

### De Nîmes au Grau-du-Roi
- A9 Nîmes-sud (km 116) ;
- Tronc commun avec la RN 113 (ex-RN 87) :
  - D 13 Milhaud (km 119),
  - D 14 Bernis (km 122),
  - D 56 Uchaud (km 125) ;
- N 113 Codognan (km 128) ;
- D 6572 Aimargues (km 135) ;
- D 34 Saint-Laurent-d'Aigouze (km 142) ;
- D 58 Aigues-Mortes (km 150) ;
- D 62 Le Grau-du-Roi (km 156).

## Sites remarquables sur cette route
- Train touristique à Vogüé
- Vallon-Pont-d'Arc
- Gorges de l'Ardèche
- Aven d'Orgnac
- Uzès
- Gorges du Gardon
- Nîmes
- Salins du Midi à Aigues-Mortes